# GMSK
 GMSK  és l'acrònim de Gaussian minimum Shift Keying  i és el tipus de modulació utilitzat en GSM. Es pot dir que aquest tipus de modulació deriva de la modulació MSK. Funciona de la següent manera:
Es passen les dades moduladores a través d'un filtre gaussià de pre-modulació, el que estabilitza les variacions de les freqüències instantànies a través del temps, i redueix els lòbuls laterals en l'espectre transmès. El grau del filtre és expressat multiplicant l'amplada de banda de 3dB del filtre pel període de transmissió de bit. Per exemple BT. Valors de BT baixos introdueixen alts nivells ISI i això resulta en una baixa de potència fixa o un nivell d'error irreductible.